# Dachser

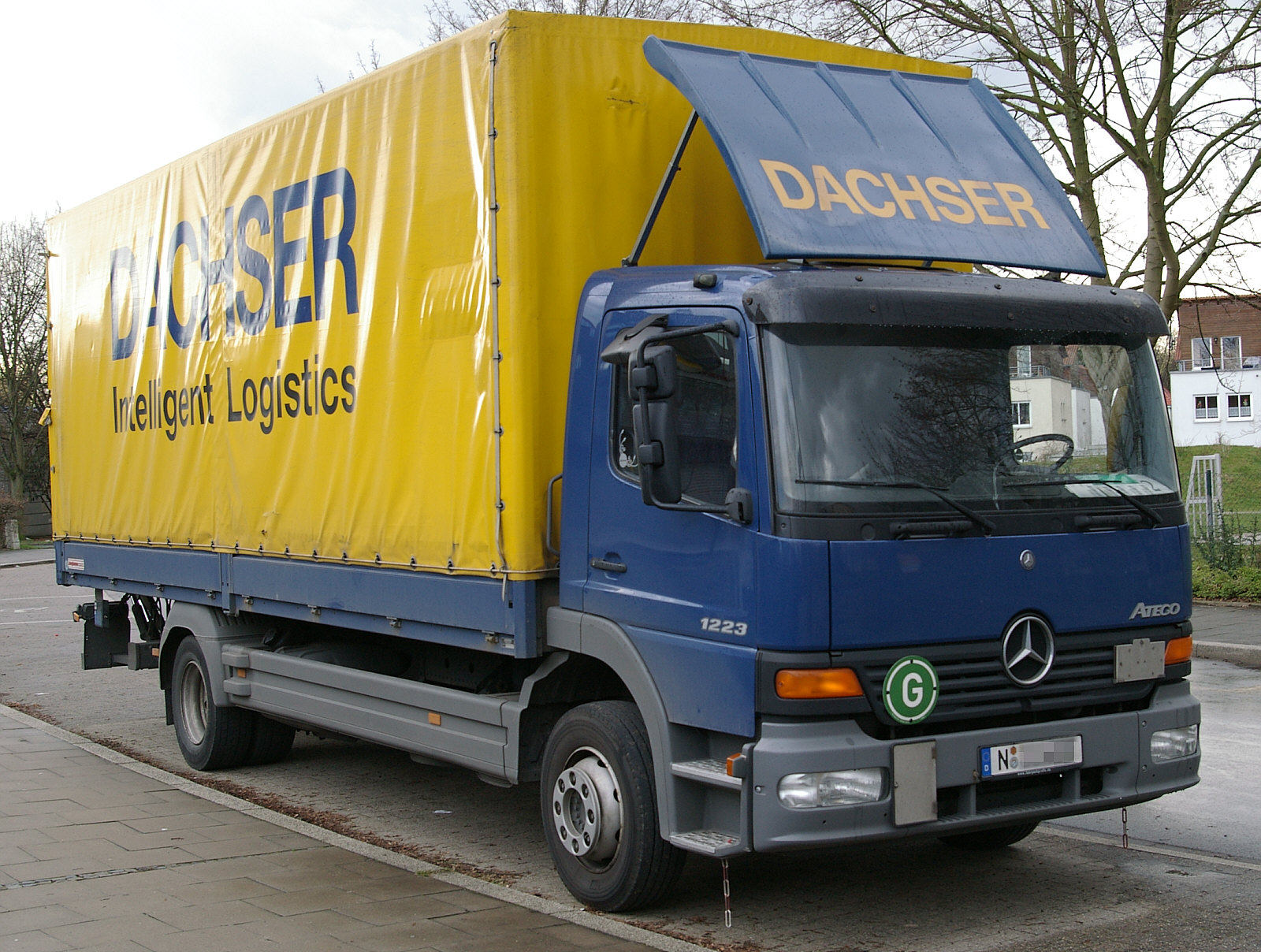
Ciężarówka Dachsera w barwach firmowych

Dachser – niemieckie przedsiębiorstwo logistyczne z siedzibą w Kempten w Niemczech. Założone zostało w 1930 przez Thomasa Dachsera. Dachser jest międzynarodową organizacją działającą w branży TSL świadczącą usługi logistyczne wykorzystując transport lądowy, lotniczy i morski. W dziedzinie logistyki kontraktowej firma oferuje usługi magazynowania. Dachser zatrudnia ponad 30 tys. pracowników w ponad 300 oddziałach na świecie. Roczne przychody w grupie wynoszą około 5.5 mld euro (2018). Od powstania do chwili obecnej firma pozostaje w rękach rodziny. W roku 2008 firma otrzymała tytuł „Przedsiębiorstwa Rodzinnego Roku” przyznawaną przez międzynarodową organizację INTES.

## Dachser w Polsce
W Polsce działa spółka-córka koncernu – Dachser sp. z o.o. z siedzibą w Strykowie. Według stanu na 2010 w Polsce znajdowało się 8 oddziałów oraz biuro zarządu w Łodzi.